# Campionati del mondo di mountain bike 2001
I Campionati del mondo di mountain bike 2001 (en.: 2001 UCI Mountain Bike World Championships), dodicesima edizione della competizione, furono disputati a Vail, negli Stati Uniti, tra l'8 e il 16 settembre.

## Eventi
Si gareggiò nelle tre discipline della mountain bike, cross country, downhill e dual slalom.

### Cross country
Mercoledì 12 settembre
- 13:00-15:30 Team Relay

Venerdì 14 settembre
- 09:30-11:00 Donne Junior
- 11:30-13:30 Uomini Junior
- 14:00-16:00 Uomini Under-23

Domenica 16 settembre
- 10:30-12:30 Donne Elite
- 13:30-15:30 Uomini Elite

### Downhill
Sabato 15 settembre
- 10:30-16:00 Donne Junior
- 10:30-16:00 Uomini Junior
- 10:30-16:00 Donne Elite
- 10:30-16:00 Uomini Elite

### Dual slalom
Sabato 10 giugno
- 19:00 Uomini
- 20:00 Donne

## Medagliere
| Pos.   | Nazione     | Oro | Argento | Bronzo | Totale |
| ------ | ----------- | --- | ------- | ------ | ------ |
| 1      | Francia     | 4   | 3       | 1      | 8      |
| 2      | Canada      | 2   | 2       | 0      | 4      |
| 3      | Stati Uniti | 2   | 0       | 3      | 5      |
| 4      | Australia   | 1   | 2       | 3      | 6      |
| 5      | Regno Unito | 1   | 2       | 1      | 4      |
| 6      | Spagna      | 1   | 0       | 1      | 2      |
| 7      | Giappone    | 1   | 0       | 0      | 1      |
| 8      | Svizzera    | 0   | 1       | 1      | 2      |
| 9      | Polonia     | 0   | 1       | 0      | 1      |
| 9      | Norvegia    | 0   | 1       | 0      | 1      |
| 11     | Germania    | 0   | 0       | 1      | 1      |
| 11     | Sudafrica   | 0   | 0       | 1      | 1      |
| Totale | Totale      | 12  | 12      | 12     | 36     |

## Sommario degli eventi
| Eventi                       | Oro                            | Tempo                   | Argento                       | Tempo   | Bronzo                      | Tempo   |
| Cross country                |                                |                         |                               |         |                             |         |
| Uomini Elite dettagli        | Roland Green Canada            | 1h58'52                 | Thomas Frischknecht Svizzera  | a 44"   | Christoph Sauser Svizzera   | a 50"   |
| Uomini Under-23 dettagli     | Julien Absalon Francia         | 1h59'09"                | Ryder Hesjedal Canada         | a 1'38" | Walker Ferguson Stati Uniti | a 2'47" |
| Uomini Junior dettagli       | Inaki Lejarreta Errasti Spagna | 1h33'35"                | Lars Petter Nordhaug Norvegia | a 2'14" | Trent Lowe Australia        | a 2'31" |
| Donne Elite dettagli         | Alison Dunlap Stati Uniti      | 1h51'28"                | Alison Sydor Canada           | a 12"   | Sabine Spitz Germania       | a 50"   |
| Donne Junior dettagli        | Nicole Cooke Regno Unito       | 1h11'46"                | Maja Włoszczowska Polonia     | a 6"    | Julie Pesenti Francia       | a 26"   |
| Team relay                   |                                |                         |                               |         |                             |         |
| Staffetta a squadre dettagli | Canada                         | 1h35'13"                | Australia                     | a 26"   | Spagna                      | a 50"   |
| Downhill                     |                                |                         |                               |         |                             |         |
| Uomini Elite dettagli        | Nicolas Vouilloz Francia       | 3'35"2 Media 38,51 km/h | Steve Peat Regno Unito        | a 2"35  | Greg Minnaar Sudafrica      | a 2"64  |
| Uomini Junior dettagli       | Ben Cory Australia             | 3'48"2 Media 43,53 km/h | Julien Camellini Francia      | a 1"39  | Samuel Hill Australia       | a 4"8   |
| Donne Elite dettagli         | Anne-Caroline Chausson Francia | 4'10"4 Media 40,22 km/h | Fionn Griffiths Regno Unito   | a 4"28  | Leigh Donovan Stati Uniti   | a 4"71  |
| Donne Junior dettagli        | Mio Suemasa Giappone           | 4'30"3 Media 37,19 km/h | Céline Gros Francia           | a 1"63  | Helen Gaskell Regno Unito   | a 6"68  |
| Dual slalom                  |                                |                         |                               |         |                             |         |
| Uomini dettagli              | Brian Lopes Stati Uniti        |                         | Cédric Garcia Francia         |         | Wade Bootes Australia       |         |
| Donne dettagli               | Anne-Caroline Chausson Francia |                         | Katrina Miller Australia      |         | Tara Llanes Stati Uniti     |         |